# Stejarii verzi
Stejarii verzi este un film românesc din 2003 regizat de Ruxandra Zenide. Rolurile principale au fost interpretate de actorii Maria Dinulescu, Valentin Popescu.

## Distribuție
Distribuția filmului este alcătuită din:
- Maria Dinulescu
- Roberto Molo
- Valentin Popescu
- Dorotea Brandin